# اچ‌دی ۱۶۴۴۲۷
اچ‌دی ۱۶۴۴۲۷ یک ستاره است که در صورت فلکی تلسکوپ قرار دارد.